# Деривация (военное дело)
Дерива́ция (от лат. derivatio — отведение, отклонение) в военном деле — отклонение траектории полёта пули или артиллерийского снаряда (это касается только нарезного оружия или специальных боеприпасов гладкоствольного оружия) под воздействием вращения, придаваемого нарезами ствола, наклонными соплами или наклонными стабилизаторами самого боеприпаса, то есть вследствие гироскопического эффекта и эффекта Магнуса. Явление деривации при движении продолговатых снарядов было впервые описано в трудах военного инженера Российской империи генерала Н. В. Маиевского.

## Причины деривации и её значение
Траектория пули/снаряда — линия не прямая, а приближающаяся к параболе, которая всё более отклоняется вниз от направления оси вращения пули в момент её вылета из ствола. Вследствие одновременного воздействия на пулю вращательного движения и сопротивления воздуха, стремящегося опрокинуть пулю головной частью назад, ось пули отклоняется от направления полёта в сторону вращения. Происходит это потому, что аэродинамический поток постоянно стремится приподнять головную часть пули. Поэтому она начинает занимать всё более выгодное с точки зрения сопротивления положение, так, чтобы ось вращения максимально совпадала с касательной к траектории. Это уводит её по направлению вращения под воздействием Эффекта Магнуса.

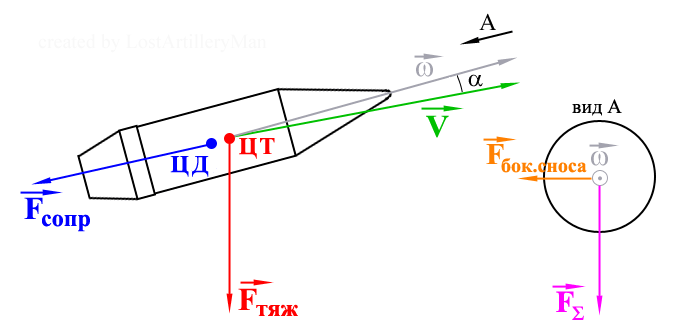
Силы, действующие на пулю/снаряд в полёте

Направление деривации совпадает с направлением нарезки ствола. Поскольку в подавляющем большинстве современных моделей огнестрельного оружия нарезы идут слева-верх-направо, деривационное отклонение пули/снаряда также происходит вправо. Только в японском стрелковом оружии нарезка традиционно делается в левом направлении, поэтому и деривация у него тоже происходит влево.
Деривация возрастает непропорционально дистанции стрельбы. С увеличением дистанции деривация относительно постоянно возрастает, вследствие этого траектория пули при взгляде сверху представляет собой линию с постоянно растущей кривизной. Отклонение пули под воздействием деривации на дистанциях около 1 км может быть значительным — при стрельбе из винтовки СВД порядка 40-60 см, а при стрельбе из винтовки Мосина образца 1891/1930 года — около 1 метра; при этом на дистанции 100 м деривация пренебрежимо мала и для обеих этих винтовок составляет лишь 5-6 мм. Поэтому деривация при стрельбе из стрелкового оружия приобретает практическое значение только на дистанциях свыше 300 м. Так, например, снайперы, ведущие огонь на несколько сотен метров (часто даже свыше 1 км), всегда учитывают деривацию.
В современной артиллерии поправка на деривацию либо учитывается автоматически, либо заранее вносится в таблицы стрельбы. У некоторых моделей ручного огнестрельного оружия или оптических прицелов деривация закладывается в конструкцию: к примеру, прицел ПСО-1 для винтовки СВД специально смонтирован так, чтобы пуля уходила несколько левее. На дистанции 300 м она возвращается на линию прицеливания.

## Факторы, влияющие на деривацию
На деривацию в частности, влияют следующие факторы:
- Шаг нарезов в стволе оружия. Чем круче нарезка, тем сильнее деривация.
- Вес пули/снаряда. Тяжёлые пули меньше отклоняются деривацией, и при равном калибре это отклонение будет тем меньше, чем больше вес пули. Так, выпущенные из СВД тяжёлые пули спортивных патронов калибра 7,62×54 мм R весом 13,4 г отклоняются в полтора раза слабее, чем легкие пули, а на дистанции 1000 м и далее — вдвое меньше[4].
- Возвышение ствола оружия при стрельбе (так называемый угол бросания) — чем он больше, тем меньше деривация. При стрельбе вертикально вверх (угол бросания 90°) вследствие отсутствия опрокидывающего момента в действии сопротивления воздуха деривации нет вообще. В военном деле этот фактор учитывается при стрельбе по воздушным целям.
- Температура воздуха. Чем она ниже, тем, как правило, сильнее деривация.
- Встречный ветер усиливает деривацию.

Применение современных пуль, разработанных в последние десятилетия, позволяет значительно снизить деривацию благодаря тщательно подобранной форме пули и её специально разработанному внутреннему строению, с правильно расположенными центром тяжести и центром массы. У пуль и снарядов, выпущенных из гладкоствольного оружия, а также таких, которые стабилизируются за счёт оперения (не вращающиеся в полёте) деривация не возникает.